# یوشیوارا

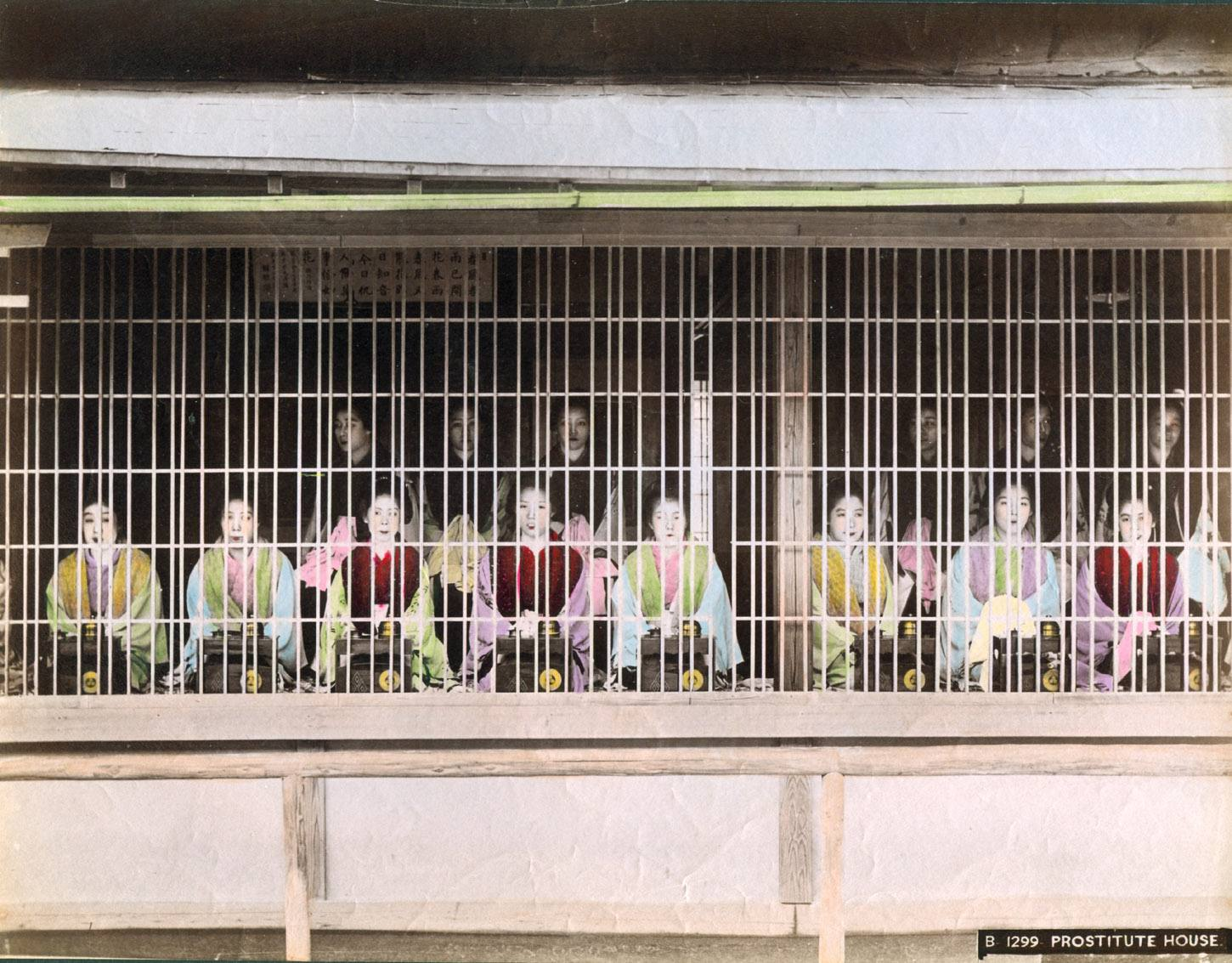
زنان در یوشیوارا

یوشیوارا (به ژاپنی: 吉原 Yoshiwara) منطقهٔ شهوترانی (منطقهٔ سرخ) در ادو، توکیوی امروزی بود.
در اوایل قرن ۱۷ میلادی، تن‌فروشی زنان و مردان در شهرهای کیوتو، ادو، و اوساکا به‌طور گسترده و پراکنده وجود داشت. برای مقابله با این مسئله، توکوگاوا هیده‌تادا از شوگونسالاری توکوگاوا فحشا را در این سه شهر به مناطق معینی محدود کرد. این مناطق شیمابارا در کیوتو (۱۶۴۰)، شین ماچی به معنی «شهر نو» در اوساکا (۱۶۲۴–۱۶۴۴) و یوشیوارا در ادو (۱۶۱۷) بودند. انگیزهٔ اصلی برای ایجاد این مناطق توسط توکوگاوا تلاش شوگونسالاری جهت جلوگیری از درگیر شدن شهرنشینان مرفه در توطئه‌های سیاسی بود.